# Serjania marginata
Serjania marginata là một loài thực vật có hoa trong họ Bồ hòn. Loài này được Casar. miêu tả khoa học đầu tiên năm 1843.